# Silvana (Oper)
Silvana ist eine romantische (auch heroisch-komische) Oper in drei Aufzügen von Carl Maria von Weber. Das Libretto stammt von Franz Carl Hiemer und basiert auf Webers Oper Das Waldmädchen. Die Uraufführung erfolgte am 16. September 1810 in Frankfurt am Main. Eine überarbeitete Fassung wurde am 10. Juli 1812 im Schauspielhaus Berlin aufgeführt. Weitere Verbreitung fand auch eine um 1885 vollständig umgearbeitete Fassung von Ferdinand Langer und Ernst Pasqué, die auch werkfremde Musik Webers verwendete.

## Handlung (Originalfassung, 1810)
Die folgende Inhaltsangabe basiert auf dem Libretto von 1812 sowie Anmerkungen zur CD-Aufnahme von 2010.

### Erster Akt
Nr. 1. Introduktion. Chor der Jäger: „Das Hüfthorn schallt Durch Berg und Wald“
In einer gebirgigen Waldgegend befinden sich Fust und die Jäger auf einer Bärenjagd. Unbemerkt tritt Silvana mit einem Korb in der Hand aus einer Felsenhöhle, um Beeren zu pflücken. Als sie die Jagdhörner hört, läuft sie davon. Der Chor besingt den Fall des Bären.
Nr. 2. Arie. Krips: „Liegt so ein Unthier ausgestreckt“
Krips, der Knappe des Grafen Rudolph von Helfenstein und komische Figur der Oper, findet den erlegten Bären und glaubt, er selbst habe ihn getötet. Die Jäger lachen ihn aus.
Nr. 3. Chor. „Halloh! Halloh! Im Wald nur lebt sich’s froh!“
Nr. 4. Rezitativ und Arie. Rudolph: „So soll denn dieses Herz nie Liebe finden?“ – „Unstät schweift des Busens Sehnen“
Rudolph hat die anderen fortgeschickt. Er denkt an seine bevorstehende Hochzeit mit Mechthilde, der Tochter des Grafen Adelhart. Er weiß, dass sie seine Liebe nicht erwidert, möchte sie aber auch nicht zur Ehe zwingen. Eher will er das Land verlassen und in den Krieg ziehen.
Nr. 5. Duett. Rudolph, Krips: „So geh’, und führ aus jener Höhle Das Mädchen her!“
Krips hat Silvana bemerkt und wird von Rudolph aufgefordert, sie ihm zu zeigen. Krips hält sie jedoch für ein übernatürliches Wesen und weigert sich ängstlich. Rudolph ist verärgert über die Feigheit seines Knappen und betritt selbst die Höhle.
Nr. 6. Arie. Krips: „Ich habe Muth, auf Ehre!“
Nr. 7. Arie. Rudolph: „Willst Du nicht diesen Aufenthalt Mit einem freundlichern vertauschen?“
Rudolph versucht, das Vertrauen der stummen Silvana zu gewinnen und sie dazu zu bewegen, mit ihm zu kommen. Sie lehnt dies pantomimisch ab. Rudolph glaubt, dass sie dies nicht freiwillig tut und will den Grund herausfinden.
Nr. 8. Finale. Rudolph und Chor: „Genießt, jedoch bescheiden“
Die Jäger kommen zurück und besingen ihre Freude über die Gaben des Rheins. Rudolph hat sich in Silvana verliebt. Er hat ihr einen Schlaftrunk verabreichen lassen und lässt sie in die Burg Adelharts bringen, wo ein Ritterturnier stattfinden soll.

### Zweiter Akt
Nr. 9. Duett. Adelhart, Mechthilde: „Wag’ es, mir zu widerstreben!“
Graf Adelhart redet seiner Tochter Mechthilde ins Gewissen, der Hochzeit mit Rudolph zuzustimmen. Mechthilde ist verzweifelt. Er wird wütend und legt die Hochzeit für den folgenden Tag fest.
Nr. 10. Rezitativ und Arie. Mechthilde: „Er geht! Er hört mich nicht!“ – „Wie war ich so heiter, so selig“
Mechthilde gedenkt verzweifelt ihres Geliebten Albert von Cleeburg. Leider sind ihre Familien verfeindet, denn Alberts Vater hatte einst ihre Schwester Ottilie entführt.
Nr. 11. Quartett. Albert, Mechthilde, Klara, Kurt: „O, schönster Tag von meinem Leben“
Im Garten treffen sich Mechthilde und Albert noch einmal im Beisein von Alberts Knappen Kurt und Mechthildes Zofe Klara. Sie schwören sich ihre Liebe.
Die schlafende Silvana wird von Rudolph und seinen Leuten in die Burg gebracht.
Nr. 12. Ballo (Pantomime).
Silvana erwacht in Rudolphs Zimmer und fängt an, vor einem Spiegel zu tanzen. Rudolph nähert sich ihr zunächst unbemerkt. Silvana stößt im Tanz mit ihm zusammen. Sie teilt ihm durch Gesten mit, dass sich ihr Vater noch im Wald befinde. Rudolph beauftragt seinen Knappen, ihn holen zu lassen. Silvana ist nun bereit, bei ihm zu bleiben. Er gesteht ihr seine Liebe.
Nr. 13. Arie. Rudolph: „Ich liebe Dich!“
Krips tritt ein und meldet, dass Rudolph zum Turnier kommen soll. Außerdem gibt er ihm einen Brief, in dem ihm ein anonymer Schreiber mitteilt, dass Mechthilde einen Geliebten habe. Rudolph ist angenehm überrascht, da er nun frei für Silvana ist. Krips dagegen hat das Interesse an den Frauen verloren und zieht den Wein vor.
Nr. 14. Ariette. Krips: „Sah’ ich sonst ein Mädchen“
Nr. 15. Finale. Chor: „Triumph! Triumph dem Krieger“
Im Festsaal wird die Siegesfeier für das Turnier vorbereitet. Durch das Fenster sehen die Diener wie ein unbekannter Ritter alle anderen besiegt. Die Turniergesellschaft betritt zu den Klängen eines Marsches den Saal. Adelhart, der Herold, Mechthilde und der Chor feien dem unbekannten Ritter. Aber erst nach längerem Bitten öffnet dieser das Visier. Er gibt sich als Albert von Cleeburg zu erkennen und bittet um die Hand Mechthildes. Er war es auch, der den anonymen Brief geschrieben hatte. Adelhart will seinen alten Feind ins Verlies sperren und töten lassen, aber Rudolph, Mechthilde und ihr Gefolge stellen sich schützend vor ihn. Das Gefolge Adelharts ruft im Gegenzug zur Rache.

### Dritter Akt
Nr. 16. Chor: „Wie furchtbar die Wolken sich schwärzen!“
Albert und seine Leute konnten in den Wald fliehen. Ein Gewitter zieht auf und verstärkt Alberts üble Laune. Er will lieber sterben, als auf Mechthilde zu verzichten. Silvanas Pflegevater Ulrich begegnet ihnen auf der Suche nach seiner Tochter. Es stellt sich heraus, dass er früher ein Knappe von Alberts Vater war. Nachdem dieser Mechthildes Schwester Ottilie geraubt hatte, sollte Ulrich sie im Wald töten. Stattdessen hatte er sie unter dem Namen Silvana aufgezogen und wünscht nun, sie zu ihrem richtigen Vater zu bringen. Als Fust mit seinem Gefolge auf der Suche nach Silvanas Vater erscheint, gibt Ulrich sich ihnen zu erkennen. Sie werden jedoch von Adelharts Leuten entdeckt, die Albert und sein Gefolge festnehmen und zurück in die Burg führen. Ulrich und Fust folgen ihnen.
Adelhart ist entsetzt darüber, dass seine Tochter Mechthilde nicht Rudolph, sondern seinen Feind Albert heiraten will. Er will dem nicht tatenlos zusehen und beschließt, Albert und Silvana zu töten.
Nr. 17. Rezitativ und Arie. Adelhart: „Welch schrecklich Loos fiel mir vom Himmel zu!“ – „Den Muth, der mich belebt“
Nr. 18. Terzett. Adelhart, Rudolph, Mechthilde: „Nieder mit ihr!“
Adelhart ist mit einem seiner Schergen zu Silvana vorgedrungen, um sie zu ermorden. Rudolph und Mechthilde treten dazwischen. Adelhart erklärt sich bereit, Silvana ziehen zu lassen, sofern Mechthilde Rudolf heiratet. Die beiden sind einverstanden mit der Bedingung – ihre eigentliche Liebe können sie aber nicht aufgeben. Adelhart reicht das nicht aus. Er beharrt auf seiner Rache und will Silvana nun eigenhändig töten.
Da erscheint Albert und unterbricht ihn mit den Worten „Halt, Ihr mordet Euer Kind!“ Adelhart glaubt dies erst, als er seine verloren geglaubte Tochter Ottilie an einem Muttermal erkennt. Auch ihr Pflegevater Ulrich kommt hinzu. Er hatte Silvana aus Vorsicht verboten, zu sprechen und löst nun dieses Verbot.
Nr. 19. Finale. „Mit dem Liebesgott im Bunde“ – Fackeltanz – Schlusschor: „Entsaget den Sorgen“
Nachdem Adelhart den beiden Paaren seinen Segen gegeben hat, feiern die Edelfrauen, Ritter und Knappen das glückliche Ende.

## Handlung (Fassung von Langer und Pasqué, um 1885)
Schauplatz der Oper sind der Rheingau und die Burg Sternberg, benannt nach einer Burg im Mittelrheintal. Sie spielt in der Zeit der Sagen.

### Erster Akt
Die Figur „Sage“ erzählt eine Vorgeschichte, in der der Rheingraf Boland von Sternberg seinen Bruder aus Eifersucht erschlug und vermutet, dass dessen Tochter Silvana tot ist. Diese wurde allerdings von der Nymphe Dryada gerettet und von dem Köhler Ratto großgezogen.
Jahre später geht Bolands Sohn Gerold zur Jagd in den Wald, in dem Silvana und der Köhler leben. Als sich Silvana und Gerold treffen, verlieben sie sich. Ratto möchte seine Ziehtochter jedoch nicht freigeben. Mit einem Schlafzauber betäubt die Nymphe Dryada den Köhler, damit Gerold und Silvana zum Schloss seines Vaters ziehen können, der seine Tat inzwischen bereut.

### Zweiter Akt
Durch den Vasallen Guntram wird Boland die Nachricht überbracht, dass sein Sohn Silvana heiraten möchte. Auf einem Jahrmarkt in einem Dorf in der Nähe der Burg feiern der Graf, Gerold und Silvana. Auch Ratto befindet sich dort um seine Ziehtochter zu suchen. Ein fahrender Sänger berichtet von dem Mord, wodurch der Graf außer sich gerät und versucht den Sänger zu erschlagen. Als sich Silvana zwischen die beiden stellt, wird Gerold eifersüchtig, da er den Köhler als ihren Ziehvater erkennt. Boland lässt sowohl die Nymphe als auch Silvana und Ratto in den Kerker werfen, Gerolds Flehen um Gnade ist vergeblich.

### Dritter Akt
Der Köhler und Silvana sind weiterhin eingesperrt, Dryada befindet sich allerdings nicht mehr im Kerker. Boland versucht Silvana zu überzeugen, Gerold zu vergessen, ansonsten würden sie und ihr Liebhaber sterben müssen. Nachdem der Graf den Kerker verlässt, kommt Gerold und schwört Silvana ewige Treue und Liebe. Anschließend schläft Silvana ein. Dryada tritt auf, verwandelt das Gefängnis in einen Zauberwald und zeigt der Schlafenden die Zukunft.

### Vierter Akt
Im Gericht klagen Boland und weitere Richter Silvana wegen Zauberei und Verführung an. Trotz der Einsprüche durch Gerold wird sie zum Tode verurteilt. Kurz vor der Urteilsvollstreckung erscheint Dryada und berichtet von Silvanas Herkunft. Der Graf bereut seine Taten und das Liebespaar fällt sich in die Arme.

## Entstehungsgeschichte
Silvana ist Webers fünfte Oper. Sie basiert auf seiner von der Weber-Forschung lange für verschollen gehaltenen Oper Das Waldmädchen, die er im Kindesalter geschrieben hatte. Hans Michel Schletterer beschrieb 1890 die vorgenommenen Änderungen folgendermaßen, ohne allerdings Das Waldmädchen zu kennen, da dieses bis auf marginale Fragmente damals verschollen war:

„Die Oper ‚Silvana‘ ist aus dem zehn Jahre früher in Freiberg komponierten ‚Waldmädchen‘ hervorgegangen, aber doch als ein durchaus neues Werk zu betrachten; denn wohl jede der möglicher Weise herübergenommenen Nummern hat durchgreifende Veränderungen und Umarbeitungen erfahren, andere (Nr. 1–3, 4b, 10b, 15, 16 und 19) wurden neu hinzukomponiert.“

Das Manuskript vom Waldmächen wurde im Jahr 2000 im Archiv des Mariinski-Theaters in Sankt Petersburg wieder aufgefunden, wohin es Anfang des 19. Jahrhunderts gelangt war. Der Text der verbindenden Dialoge ist nach wie vor verschollen.
1807 hatte Weber in Stuttgart eine Stelle als Privatsekretär des Herzogs Ludwig, dem jüngeren Bruder von König Friedrich von Württemberg, angenommen. Obwohl sein Arbeitgeber kein Interesse für das Theater hatte, begann er 18. Juli 1808 mit der Komposition der neuen Oper. Ermutigt wurde er vom Komponisten Franz Danzi. Der mit der Überarbeitung des Librettos beauftragte Franz Carl Hiemer ging jedoch nur zögerlich ans Werk und musste immer wieder von Weber angespornt werden. Am 19. Juli 1809 schrieb Weber ihm ein fünfzigzeiliges Gedicht: Epistel an Hiemer. Am 23. Februar 1810 war das Werk schließlich fertiggestellt, und die Proben hätten beginnen können, wenn Weber nicht in eine Intrige verwickelt worden wäre, die dazu führte, dass er am 26. Februar aus Württemberg verbannt wurde. Zur geplanten Stuttgarter Uraufführung kam es daher nicht mehr. Für die Rolle des Rudolph war der Tenor Johann Baptist Krebs vorgesehen. Die Mechthilde sollte von Gretchen Lang gesungen werden.
Mit Hilfe einiger Freunde gelang es schließlich, das Werk am 16. September 1810 in Frankfurt am Main aufzuführen. Die bereits für Stuttgart vorgesehene Gretchen Lang übernahm die Rolle der Mechthilde. Die Silvana spielte Webers spätere Ehefrau Caroline Brandt. Während der Kostümprobe am 13. September wurde bekannt, dass die Ballonfahrerin Sophie Blanchard einen neuen Flugversuch durchführen wollte. Da sich das Aufführungsdatum nicht mehr ändern ließ, wurde ein entsprechender Hinweis auf dem Theaterzettel angebracht: „Im Fall die Luftfahrt der Mad. Blanchard Statt findet, ist der Anfang um 7 Uhr. Im entgegengesetzten Falle, wie gewöhnlich um 6 Uhr.“ Dieses Ereignis führte zu einiger Ablenkung und Unruhe im Publikum. Insgesamt wurde die Oper jedoch gut aufgenommen, und einige Nummern mussten als Zugabe wiederholt werden.
Eine weitere Aufführung fand am 10. Juli 1812 in Berlin unter der Leitung Webers statt. Aus diesem Anlass ersetzte er zwei Nummern der ersten Fassung: Nr. 4 (Rudolf) und Nr. 10 (Mechthilde). Diese Aufführung wurde sein erster großer Erfolg und die Basis für seinen Ruhm als Begründer der deutschen romantischen Oper. Weitere Aufführungen folgten u. a. in Dresden (1815), Bremen und Prag (1817), Leipzig (1818), Königsberg (1821) und Riga (1823). Für eine Aufführung in Dresden überarbeitete Weber 1818 das Werk ein weiteres Mal. 1828 wurde es in englischer Sprache in London aufgeführt.
Ein Klavierauszug ohne die Ensemblesätze wurde bereits 1812 von Schlesinger in Berlin veröffentlicht. 1828 erschien posthum eine vollständige Ausgabe des Klavierauszugs. Weitere Veröffentlichungen und Bearbeitungen folgten. Vor allem die Ouvertüre wurde mehrfach für unterschiedliche Besetzungen bearbeitet, so für Klavier (1826 von Weber selbst), für Klavier, Flöte, Violine und Violoncello (1828 in London) oder für Militärkapelle (1882 in London). Die Partitur wurde erst in den 1920er-Jahren im Rahmen der Gesamtausgabe von Webers Werken herausgegeben.
Um 1885 erschien eine weitgehend umgestaltete Fassung von Ferdinand Langer (Musik) und Ernst Pasqué (Text) mit einer vollständig neuen Handlung. Die Autoren ergänzten einen Prolog und einen Epilog und nutzten auch werkfremde Musik Webers. Diese Fassung ist die Basis für einige noch heute in Opernführern zu findende Inhaltsangaben.
Im 20. Jahrhundert wurde die Oper erst wieder 1989 in Zwingenberg aufgeführt. 1996 folgten szenische Aufführungen im Stadttheater Hagen, auf deren Basis eine CD veröffentlicht wurde. 2010 erschien eine Neuaufnahme der Urfassung von 1810 unter der Leitung von Ulf Schirmer.

## Gestaltung
Dadurch, dass die Rolle der Silvana als stumme Rolle angelegt ist, konnte Weber mehr emotionales Gewicht auf die Orchestrierung legen. Insbesondere die Oboe und das Violoncello erhalten eine besondere Bedeutung. Die Figuren des Schurken Adelhart und des Ritters Rudolph sind sorgfältig charakterisiert und erinnern bereits an Webers spätere Gestalten Caspar und Huon. Den größten Eindruck hinterlässt die musikalische Gestaltung der stummen Rolle Silvanas. Dennoch findet sich auch Kritik. Im Vorwort der Libretto-Ausgabe von 1890 bemängelte Hans Michel Schletterer einige Längen durch Textwiederholungen, Abgeschmacktheiten im Libretto und die Gestaltung des Grafen Adelhart als blutdurstigen Wüterich. Aber auch er lobte die humorvolle Darstellung des Knappen Krips, das Trinklied Nr. 14, die Chöre und insbesondere die Musik: „Alle Nummern kennzeichnen Weber’s reiche und unversiegliche Melodienquelle, charakteristische Wahrheit und Eigenheit der Harmonie und gefällige, anmuthige Form.“

## Diskographie
- 1996: Studioaufnahme mit dem Philharmonischen Orchester und dem Opernchor Hagen unter der Leitung von Gerhard Markson mit Stefan Adam (Adelhart), Volker Thies (Albert), Horst Fiehl (Grimmbach), Peter Martin Sturm (Herold), Annelie Pfeffer (Klärchen), Andreas Haller (Krips), Sergio Gomez (Kurt), Angelina Ruzzafante (Mechthilde), Alexander Spemann (Rudolph), Katja Isken (Silvana) und Jürgen Dittebrand (Ulrich). Marco Polo 8.223844-5 (2 CD).[10]
- 2010: Aufnahme der Urfassung von 1810 mit dem Münchner Rundfunkorchester und dem Chor des Bayerischen Rundfunks unter der Leitung von Ulf Schirmer mit Lea Woitack (Silvana, Schauspielerin), Detlef Roth (Adelhart), Michaela Kaune (Mechthilde), Ferdinand von Bothmer (Rudolph), Jörg Schörner (Albert), Andreas Burkhart (Fust), Tareq Nazmi (Kurt), Simon Pauly (Krips), Ines Krapp (Klärchen) und Marco Cilic (Ein Herold, Sprechrolle).[11]